# امپراتور هوان هان
امپراتور هوان هان (۱۳۲ تا ۲۵ ژانویه ۱۶۸) ۲۸اُمین امپراتور دودمان هان و یازدهمین امپراتور هان شرقی بود. او توسط امپراتریس بیوه لیانگ و برادرش لیانگ جی در ۱۴ سالگی بر تخت سلطنت تکیه زد، امپراتور هوان نتیجه امپراتور ژانگ هان بود. نام شخصی او لیو ژی بود. امپراتور هوان پس از مرگ پسرعموی دورش امپراتور ژی بر تخت نشست. او از ۱ اوت ۱۴۶ تا هنگام مرگش ۱۶۸ میلادی به مدت ۲۲ سال امپراتور دودمان هان شرقی بود. پس از او پسرعمویش لیو هونگ با نام امپراتور لینگ هان، دوازدهمین امپراتور هان شرقی شد.